# Amber Reed
Pour les articles homonymes, voir Reed.

a Compétitions nationales et continentales officielles uniquement.

b Matchs officiels uniquement.
Dernière mise à jour le 19 mars 2025.
Amber Reed, née le 3 avril 1991 à Bristol (Angleterre), est une joueuse internationale anglaise de rugby à XV évoluant au poste de centre. Elle a joué durant seize ans aux Bristol Bears.
Son oncle, Andy Reed, est un joueur international écossais de rugby à XV et également joueur des Lions britanniques et irlandais.

## Biographie
Amber Reed naît le 3 avril 1991 à Bristol en Angleterre. Son oncle, Andy Reed, a notamment joué pour l'équipe d'Écosse de rugby à XV et pour les Lions britanniques et irlandais.
En 2023, elle joue pour le club des Bristol Bears. Elle compte 62 sélections en équipe d'Angleterre quand elle est retenue pour disputer le Tournoi des Six Nations 2023.
À l'automne suivant, elle fait partie des trente joueuses qui partent dans ce même pays participer pour l'Angleterre au WXV 2023.
En 2024, son contrat avec la fédération anglaise n'est pas prolongé.
Elle prend sa retraite sportive en mars 2025. Deux mois plus tard, elle intègre l'encadrement technique des Bears en tant qu'entraineuse adjointe.

## Palmarès

### En équipe nationale
- Vainqueur de la Coupe du monde en 2014.

### Distinctions personnelles
- Élue sportive universitaire britannique de l'année en 2013.